# Balestriera

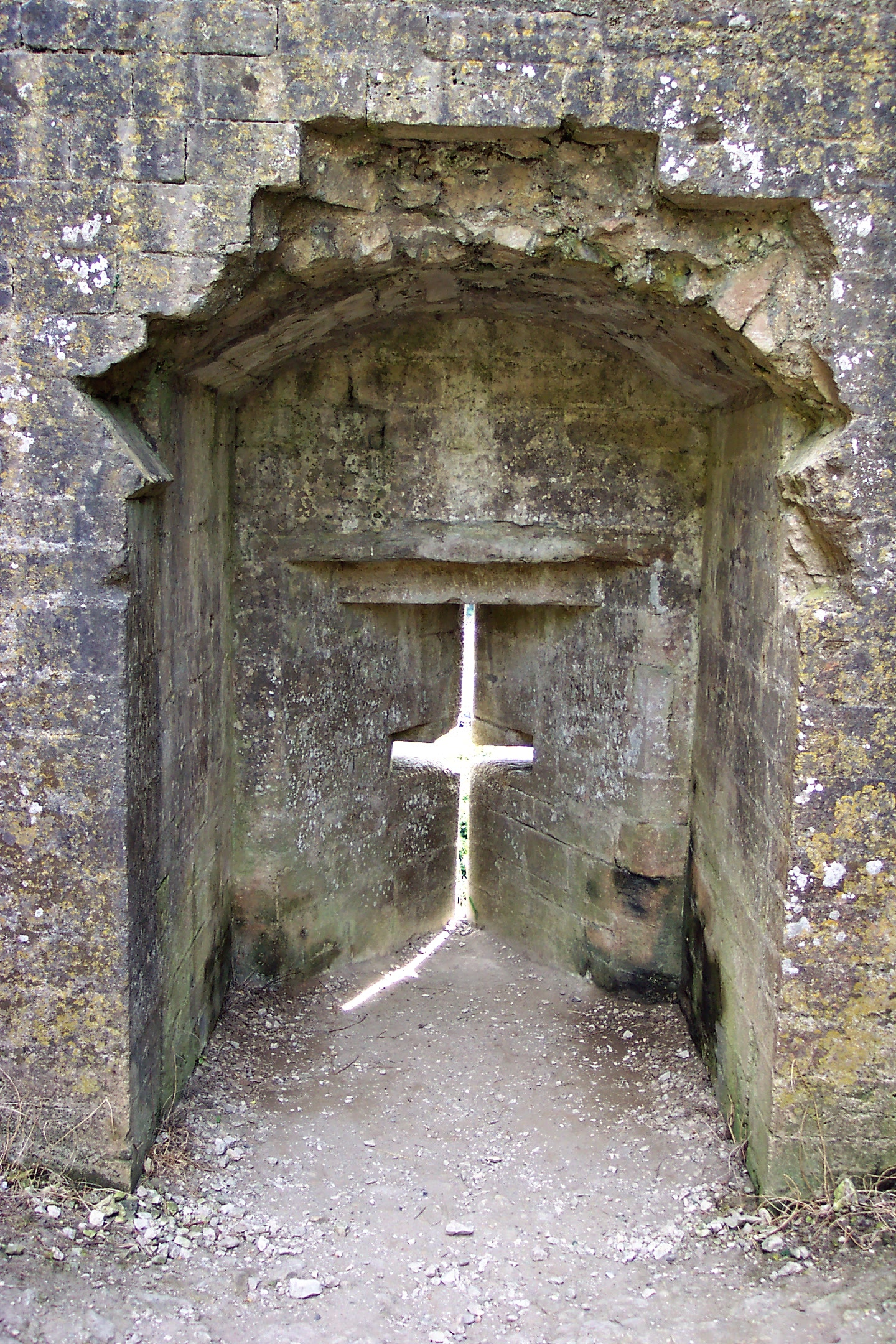
Una balestriera presso il castello di Corfe. Viene mostrato il lato su cui si sarebbe trovato l'arciere. Sembra che il normale pavimento sia stato rialzato con alcune macerie.

Una balestriera (o feritoia per frecce) è una stretta apertura a forma di croce in una fortezza, attraverso la quale un arciere o un balestriere potevano lanciare i loro dardi. Si tratta di un particolare tipo di feritoia.
I muri interni sono spesso sagomati ad angolo obliquo, in modo da aumentare il campo visivo e il campo di fuoco dell'arciere. Esistevano balestriere di diversa forma. La più comune è la croce. La stretta apertura verticale permette all'arciere ampia libertà sull'alzo e sulla direzione della freccia, ma rende difficoltoso per gli assalitori colpire l'arciere, dato che il loro colpo è obbligato a passare dalla feritoia.
La balestriera si può spesso trovare nelle mura a sipario della fortezze medievali, dietro la merlatura.

## Storia
L'invenzione della balestriera viene attribuita ad Archimede durante l'assedio di Siracusa del 214–212 a.C. Feritoie "dell'altezza di un uomo e larghe circa un palmo sul lato esterno" permettevano agli assediati di lanciare frecce e scorpioni (antica macchina d'assedio)  dall'interno delle mura. Nonostante fossero già in uso nelle antiche strutture difensive greche e romane, le balestriere non sono presenti nei primi castelli normanni. Sono stati reinseriti nell'architettura militare verso la fine del XII secolo, con i castelli di Dover e Framlingham in Inghilterra, e nel Château Gaillard di Riccardo Cuor di Leone in Francia. In questi primi esemplari, le balestriere erano posizionate per proteggere sezioni di mura del castello, piuttosto che tutti i suoi lati. Nel XIII secolo divenne abituale posizionarle su tutto il perimetro del castello.

## Forma
Nella sua forma più semplice, una balestriera era una stretta fessura a croce, ma le diverse armi usate dagli assediati richiesero di modificarne la forma. Ad esempio, le aperture dedicate agli archi lunghi inglesi erano solitamente più alte per permettere agli arcieri di lanciare stando in piedi, utilizzando archi alti 2 metri, mentre quelle dei balestrieri erano più basse e permettevano di inginocchiarsi usando il ginocchio come supporto per il peso dell'arma. Normalmente le balestriere si allargano nella parte superiore prendendo una forma a triangolo, chiamata coda di pesce, per consentire agli assediati una migliore visuale della base del muro. Subito dietro alla balestriera c'era un'area più larga che permetteva all'arciere di avvicinarsi alla balestriera senza essere impedito nei movimenti. L'ampiezza della balestriera dettava la larghezza del campo di fuoco, ma il campo visivo poteva essere ulteriormente aumentato grazie alle fenditure orizzontali; Questo permetteva all'arciere di osservare il suo obiettivo prima che questo entrasse nel campo di fuoco. Solitamente esisteva una fenditura orizzontale che intersecava quella verticale, il che dava al tutto la forma di una croce, ma meno spesso veniva creata una fenditura spostata come visibile nei resti del Castello Bianco in Galles. Si crede che si tratti di un'evoluzione del progetto originario, dato che forniva agli assalitori un obiettivo minore, ma è stato anche ipotizzato che si tratti solo di un modo per permettere agli assediati di tenere sott'occhio gli assalitori su una distanza maggiore a causa del ripido fossato che circonda il castello. Quando una feritoia è collegata a più balestriere si parla di "balestriera multipla". Alcune balestriere, come quelle del castello di Corfe, sono dotate di posti in cui immagazzinare le frecce; solitamente si trovano sul lato destro della balestriera, per facilitarne l'uso e permettere una maggiore frequenza di fuoco.